# دانستون بررسی می‌کند
دانستون بررسی می‌کند (به انگلیسی: Dunston Checks In) در ایران با نام غریبه‌ها در هتل نیز شناخته می‌شود فیلمی محصول سال ۱۹۹۶ و به کارگردانی کن کواپیس است. در این فیلم بازیگرانی همچون جیسن الکساندر، فی داناوی، اریک لوید، روپرت اورت، گلن شادیکس، پل روبنز، استیون گیلبورن، باب برگن، فرانک ولکر و بری ترنر ایفای نقش کرده‌اند.